# محوطه قار قورسرن
محوطه قار قورسرن مربوط به دوره اشکانیان - دوره ساسانیان - سده‌های اولیه دوران‌های تاریخی پس از اسلام است و در شهرستان کوثر، بخش مرکزی، دهستان سنجبد شمالی، روستای قالاجوق واقع شده و این اثر در تاریخ ۲۶ اسفند ۱۳۸۷ با شمارهٔ ثبت ۲۵۸۲۲ به‌عنوان یکی از آثار ملی ایران به ثبت رسیده است.